# Підземна розробка кам'яної солі
Підземна розробка кам'яної солі
Спорудження перших соляних шахт було пов'язане з вичерпанням соляних розсолів у джерелах та колодязях. Поглиблення колодязів часом приводило до улучання на поклади кам'яної солі, що започаткувало її розробку підземним способом. Іншим, доволі розповсюдженим способом випадкового відкриття соляних родовищ були гірничі роботи в рудниках та пошуки рудних тіл. Саме тому найдавніші підземні розробки солі часто збігаються з районами традиційних гірничих промислів. Найдавніші матеріальні свідоцтва розробки кам'яної солі, що були виявлені на Південному Кавказі (Нахічевань) та в австрійських Альпах (Гальштат), походять з III тис. до н. е..
Загалом, поклади солі доволі широко розповсюджені на теренах багатьох країн світу, але історичне значення мали найпотужніші родовища, які суттєво вплинули на розвиток середньовічного гірництва. В Європі до таких належать соляні райони в Західній Австрії (Зальцкамергут, Гальштат, Зальцбергверк, Галлейн), Центральній і Північній Німеччині (Ганновер, Гарц, Тюрингія, Галле-на-Залле, Унструт-Залле, Райхенгалл), Південно-Східній Польщі (Бохня, Величка), Румунії (Мармарош, Прахова, Альба Юлія, Вацау). Значні соляні багатства були зосереджені на землях України (Передкарпаття — Стара Сіль, Дрогобич, Колпка, Модричі, Котов, Ясениця Зворицька тощо; Закарпаття — Солотвино; Східний регіон — Бахмутські та Торські промисли; Південний регіон — Кримські солончаки тощо).
Характерні технології та організаційні заходи середньовічного підземного видобутку кам'яної солі розглянемо на прикладі славнозвісної Королівської копальні солі у Величці (поблизу Кракова), яка перетворена сьогодні на всесвітньо відомий гірничий музей (серед дванадцяти найзначущих матеріальних пам'яток людства увійшла у перший перелік об'єктів Світової культурної спадщини ЮНЕСКО). Це одна з небагатьох шахт, яка безперервно працювала протягом семи століть, починаючи з 1280 р. Варті уваги записані в 1647 р. слова французького мандрівника Ле Лабур'єра: «Соляні копальні велицькі не менш знамениті, ніж піраміди єгипетські, але більш корисні. Вони є похвальною пам'яткою працелюбності поляків».
Гірничі виробки Велички розташовані на 9 горизонтах і залягають на глибинах від 64 до 327 м. Загальна кількість виробок складає більше 3 тис., їх сумарна протяжність перевищує 300 км, а об'єм виробленого простору сягає фантастичної величини — понад 7,5 млн м³ (це пояснюється наявністю численних великорозмірних камер, утворених під час розробки гігантських соляних брил).
Протягом тривалого часу у Величці розміщувався потужний центр солеваріння, який називався Велика Сіль (Magnum Sal), що й утворило назву поселення Величка. Перший «Соляний привілей» для солеварів був затверджений польським князем Казимиром I 1044 р., а «Гірничий устав» шахти Величка — королем Казимиром Великим 1386 р. Початок підземного (механічного) видобутку кам'яної солі був пов'язаний з традиціями велицького солеваріння, причому в умовах копальні з'явилася можливість мати постійний штучний розчин і не залежати від мінливих природних соляних джерел. Воду подавали в копальню, розчиняли сіль і відкачували розсіл стовбуром Водяна Гора, додатково збагачували розсіл дрібною сіллю й виварювали в спеціальних посудинах. Як паливо використовували деревину, яка поступово зникала з прилеглих до промислу районів. З урахуванням потреб великої кількості палива та проблем з його постачанням і високою ціною, перевагу дістала механічна («суха») розробка соляних покладів, яка дозволила відразу отримувати високоякісну сіль, без процесу випарювання води.
Технологія розробки була тісно пов'язана з геологічними особливостями родовища. Велицьке родовище є частиною підкарпатської соленосної зони, яка виникла близько 20 млн років тому в міоцені. Родовище утворилося в результаті випару міоценського моря в умовах особливо сухого й жаркого клімату. Внаслідок пізніших тектонічних зсувів, пов'язаних з формуванням Карпат, первинні відклади переміщалися, що створило складну й неповторну будову соляного родовища. Характерною його особливістю є наявність двох різних частин: верхня — у вигляді величезних брил і блоків кам'яної солі, розміщених у зелених мулах. У цій частині, яка й розроблялася у середньовіччі, на невеликих глибинах (50–140 м) розміщувалися гігантські соляні брили, які здебільшого сягали об'єму понад 20 тис. м³ (окремі — до 100 тис. м³). Через зеленкуватий колір кристалів крупнозернистої будови цю сіль звали зеленою. Нижня частина родовища, яка експлуатувалася в нові часи (майже до кінця XX ст.), представлена пластовими покладами, які зберегли первинне чергування шарів. Вмісні породи — мулисті і мулисто-гіпсові відклади — ізолювали родовище від водоносних шарів.
Спосіб розкриття передбачав проведення стовбура, який мав улучити в соляну брилу. Її експлуатація велася зверху вниз і могла тривати десятки років. За допомогою дерев'яних або залізних клинів відділяли соляні блоки правильної форми, які потім поділяли на частини й обтісували в циліндри. Незважаючи на їхню значну вагу (від 300 до 2000 кг), соляні циліндри перекочували й піднімали на поверхню. Спочатку для піднімання використовували коловорот, який рухався м'язовою силою рук або топчійні колеса, а з XV ст. застосовували кінний рушій, який розміщували як на поверхні, так і в шахті. Використання коней у шахті значно полегшило процеси транспортування та підйому, сприяло зростанню солевидобутку. Руйнування соляного масиву виключно ручними знаряддями тривало до середини XVIII ст., а з 1743 р. у Величці почали застосовувати підривні (порохові) роботи.
Для забезпечення стійкості унікальних великорозмірних камер їх контуром залишали охоронний шар солі, який був своєрідною тримальною оболонкою, що перешкоджала зміщенню й обвалу гірських порід. В окремих випадках облаштовували додаткові опорні конструкції у вигляді дерев'яних кострів, соляних стовпів, органного кріплення. Добре відомі неповторні просторові конструкції дерев'яного кріплення, які підпирають покрівлю в камері «Михаловіце» (відпрацьована у 1717–1761 рр.). Ця камера — одна з найбільших (об'єм близько 20 тис. м³), її висота становить 36 м.
На початку кожна велика брила розроблялася окремою шахтою. Починаючи з XV ст., стовбури й камери почали поєднувати між собою штреками, проте до XVIII ст. проведення виробок було здебільшого безсистемним. Це пояснюється частими замінами орендарів і підрядників, відсутністю координації гірничих робіт між численними власниками й гірничими артілями. Свідченням хаотичного характеру гірничих виробок є перша карта (план) велицьких розробок, створений М. Германсом у 1645 р. Він дістав красномовну назву «Нитка Аріадни в лабіринті». Незважаючи на хаотичне нагромадження численних виробок і нерозвинений стан маркшейдерського мистецтва, у Величці була зроблена одна з перших масштабних гірничо-геометричних зйомок підземного простору величезної копальні.
Значний внесок в об'єднання та упорядкування системи гірничих виробок зробив талановитий гірничий інженер Я. Борлях, який 1718 р. очолив технічний нагляд велицької шахти. Він розробив ефективні плани гірничих робіт, поглибив стовбури до нового рівня, удосконалив гірничий статут. Крім того, Борлях створив мальовничий «ідеальний переріз» шахти, в якому відобразив основні технологічні операції видобутку солі, а також сприяв художньому оформленню камер (соляні барельєфи, скульптури) та утворенню в них підземних каплиць та церков.
Дивосвіт підземелля, краса «геологічного декору» і соляної скульптури, велич підземних камер, а також складність інженерних завдань і гірничих машин здавна притягували до Велички монархів, аристократів, священиків, учених. Небагато є у світі місць, що «бачили» таке гроно видатних особистостей. На рубежі XVIII—XIX ст. тут почала діяти підземна туристична траса, яка відкрила доступ для огляду шахти широкому колу шанувальників гірництва. У цей час уявлення про гірничу справу були невід'ємним елементом культурних знань кожної освіченої людини, що сприяло припливу численних відвідувачів з усієї Європи.
Особливе зацікавлення викликали підземні церкви та каплиці, збудовані у виробках Велички. Християнська традиція, така розвинена в середовищі гірників, знайшла відображення в каплиці Святого Хреста, де відбувалися молебні шахтарів перед початком робіт, Святого Антонія, покровителя велицьких солекопів, Благословенної Кінги, що стала окрасою шахти-музею та ін. Образ княгині Кінги, легендарної засновниці велицької шахти, гірники розміщували зазвичай поблизу шахтного підйому, де молилися після закінчення робочої зміни. Давнє гірниче вітання «Бог поміч» можна почути сьогодні у Величці багатьма мовами світу. Старовинний символ велицької шахти — срібний ріг солекопів готовий (як і кілька сторіч тому), подати сигнал до початку гірничих робіт.
Підсумовуючи етапи розвитку солевидобутку, відзначимо, що він відбувався у двох напрямках — колодязним і свердловинним добуванням розсолу (з наступним його випарюванням) та підземною розробкою родовищ кам'яної солі. Видобуток кам'яної солі шахтним способом був освоєний кельтами вже в давньому світі й довго співіснував із технологією видобутку розсолу. Широке використання деревини як палива для випарювання солі в часи пізнього середньовіччя спричинило масове винищення лісів і стимулювало пошук альтернативного палива, яким згодом стає вугілля. Освоєння значних родовищ кам'яної солі підземним способом сприяло появі потужних шахт, особливістю яких стають виробки (камери) величезних розмірів, що суттєво вплинуло на розвиток гірничих технологій. Видобуток солі, як і видобуток руд металів, стає засадничою складовою середньовічного гірництва.